# Пангбурн (Арканзас)
Пангбурн (енгл. Pangburn) град је у америчкој савезној држави Арканзас.

## Демографија
По попису из 2010. године број становника је 601, што је 53 (-8,1%) становника мање него 2000. године.
| Група             | 2000.       | 2010.       |
| Белци             | 640 (97,9%) | 564 (93,8%) |
| Афроамериканци    | 1 (0,2%)    | 10 (1,7%)   |
| Азијати           | 0 (0,0%)    | 0 (0,0%)    |
| Хиспаноамериканци | 10 (1,5%)   | 16 (2,7%)   |
| Укупно            | 654         | 601         |